# Knocktopher
Knocktopher (irl. Cnoc an Tóchair) – wieś w hrabstwie Kilkenny w Irlandii. Znajduje się na drodze R713 między Stoneyford a Ballyhale.

## Transport
Wieś jest obsługiwana przez linię Bus Éireann 365 z Thomastown do Waterford. 